# Stanislav Petrov

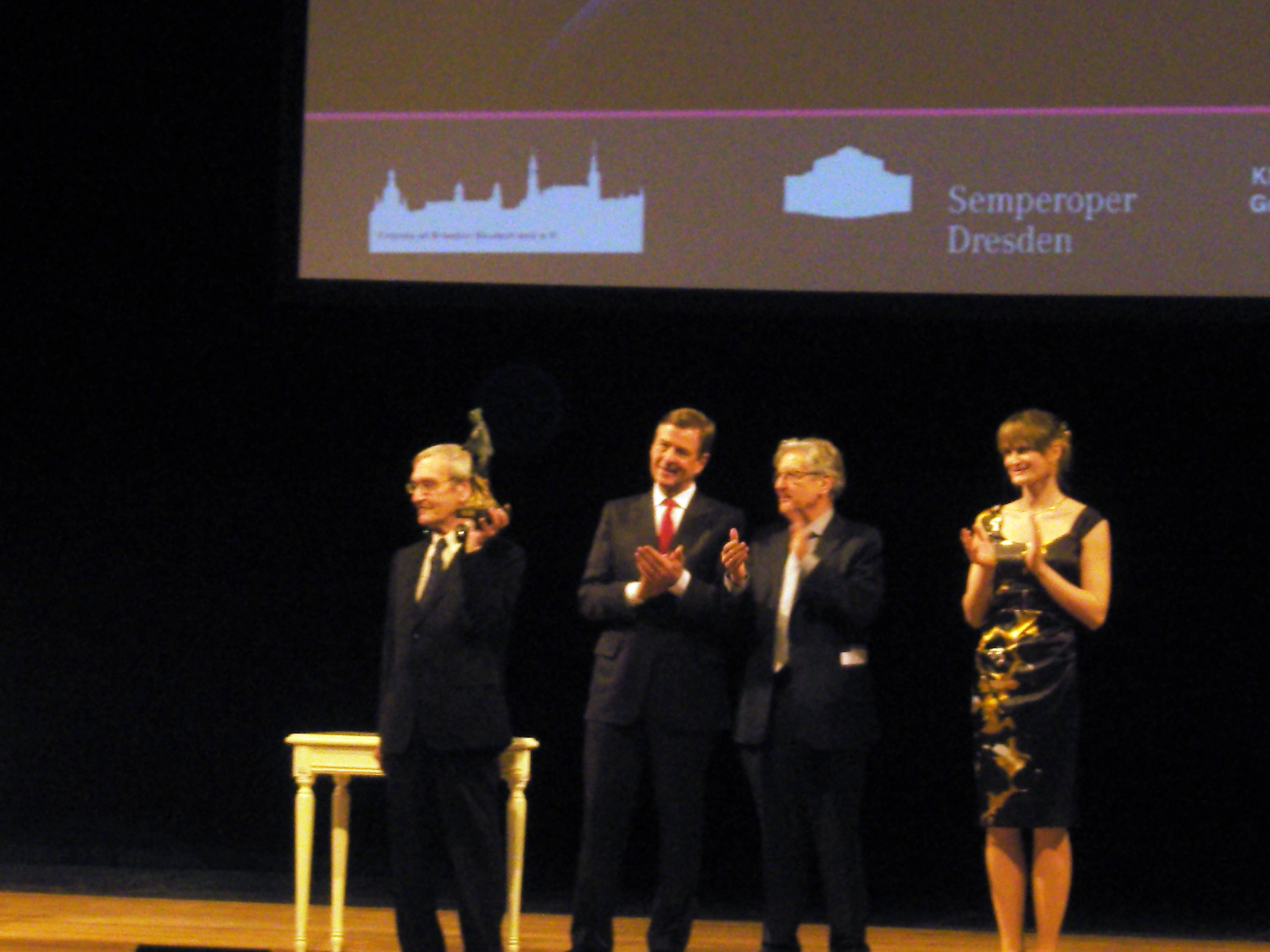
Stanislav Jevgrafovič Petrov (vlevo) v únoru 2013 při přebírání ceny Dresden Preis 2013.

Stanislav Jevgrafovič Petrov (rusky Станислав Евграфович Петров; 9. září 1939 Vladivostok – 19. května 2017 Frjazino) byl ruský voják, příslušník protivzdušné obrany Sovětského svazu na radarové základně Serpuchov-15 (Objekt 455), která byla centrálním velitelským stanovištěm systému včasné výstrahy před jaderným útokem 90 km od Moskvy. Dne 26. září 1983 byl Stanislav Petrov ve službě operačního důstojníka, když systém spustil falešnou zprávu o jaderném útoku. Petrov tuto zprávu vyhodnotil jako falešnou a nedal tak podnět k odvetnému sovětskému jadernému útoku, který by s nejvyšší pravděpodobností vedl k jaderné válce.
Tento incident byl tajný až do roku 1990, kdy jej popsal ve svých memoárech bývalý sovětský generálplukovník Jurij Votincev, jenž byl první osobou, která byla v roce 1983 o události zpravena.

## Pozadí
V té době byly vztahy mezi Sovětským svazem a Spojenými státy americkými velmi napjaté. O tři týdny dříve (1. září 1983) sestřelil sovětský stíhací letoun Suchoj Su-15 civilní letadlo Boeing 747 letu KAL 007 jihokorejských aerolinek poblíž ruského ostrova Sachalin. Pilot Su-15 major Genadij Osipovič tehdy uposlechl rozkazu nadřízených. Velení se domnívalo, že jde o špionážní let. Při sestřelu zahynulo všech 269 osob na palubě včetně Larryho McDonalda, člena Kongresu USA.
Mezi oběma jadernými mocnostmi platila doktrína vzájemně zaručeného zničení, šlo o vzájemné jaderné odstrašování. Zjednodušeně řečeno se opírala o tezi, že napadení nepřítele jadernými zbraněmi by vyvolalo odvetu a skončilo zničením obou stran. V Sovětském svazu mělo velitelství systému včasné výstrahy ihned uvědomit politické vedení, které mělo rozhodnout o odvetném úderu. Sovětský systém včasné výstrahy byl známý jako Oko, používal družice Kosmos operující na vysokých eliptických oběžných drahách a sledující odpaly balistických raket zejména z území Spojených států amerických. První družice byla vynesena na svou dráhu již v roce 1972, ale systém byl zprovozněn až roku 1982. Byl nový a občas se vyskytly poruchy.
Tehdejší prezident Spojených států amerických Ronald Reagan prosazoval projekt Strategické obranné iniciativy označovaný jako „Hvězdné války“, jehož cílem bylo vytvořit strategickou obranu proti jaderným zbraním, především balistickým raketám.

## Vlastní událost
Dne 26. září 1983 v 00:15 místního času se spustil alarm a na obrazovce se rozsvítil červený čtverec, který signalizoval místo odpalu. Vzápětí byly detekovány další čtyři odpaly. V ten moment sloužící podplukovník Petrov vyzval operátory, aby podali hlášení a mezitím analyzoval situaci. Systém včasné výstrahy byl uveden do provozu teprve nedávno a již dříve se na něm vyskytly poruchy. Doktrína vzájemného zničení byla všeobecně známá. Petrov uvažoval, že odpálení pěti raket nedávalo smysl, nenapáchaly by značné škody a Spojené státy americké by se tím vystavovaly riziku plného odvetného jaderného útoku znamenajícího téměř jistě vyhlazení. Petrov požádal o prověření informací z dalších zdrojů (pozemní radary, radary protiraketové obrany a lodě s anténami pro sledování kosmických objektů). Doba letu raket s jadernými hlavicemi byla přibližně necelou půlhodinu, tolik času bylo na prověření. Útok se podařilo vyloučit za 18 minut, nebyl potvrzen z radarových stanic. Petrov mohl informovat nadřízené o celém incidentu. Vyšetřování později potvrdilo poruchu systému. Chybný signál družice měl na svědomí odraz slunečního paprsku z vrstvy vysoké oblačnosti. Petrovovo jednání bylo označeno nejprve za správné a generálplukovník Jurij Votincev mu následně udělil pochvalu. Posléze se však stal nepohodlným, protože odhalil chybu systému, na kterém pracovali vlivní vědci. Jako nespolehlivý byl převelen na méně exponované místo a v roce 1984 odešel předčasně do výslužby a začal pracovat ve firmě, která systémy včasného varování vyvíjela. O několik let později jeho žena Raisa onemocněla rakovinou a tak z firmy odešel, aby o ženu pečoval do její smrti v roce 1997.

## Reakce a ocenění
Petrov podotkl, že neví, jestli by se měl považovat za hrdinu. V rozhovoru pro dokumentární film The Red Button and the Man Who Saved the World (anglicky: „Červené tlačítko a muž, který zachránil svět“) uvedl: „Byla to má práce. Dělal jsem jednoduše svou práci, byl jsem tím správným člověkem na správném místě, to je celé. Ani moje žena o tom 10 let nevěděla. 'A co jsi udělal?', zeptala se mě. 'Neudělal jsem nic.'“
- 21. května 2004 organizace ze San Francisca Association of World Citizens (Asociace světových občanů) udělila Petrovovi cenu World Citizen Award (Cena světového občana) a odměnu 1 000 amerických dolarů.[6]
- V lednu 2006 byl oceněn na mítinku OSN v New Yorku.[6]
- 17. února 2013 obdržel v německých Drážďanech cenu Dresden Preis 2013 za svou roli při zabránění rozpoutání nukleární války. Cena zahrnovala i finanční odměnu 25 000 eur.[6]
- 26. září je připomínáno jako tzv. „Petrovův den“.

| „                  | Američané by v Rusku vyhladili 100 milionů lidí. I my bychom vygumovali nejméně polovinu amerického obyvatelstva. S jediným rozdílem: Kdo by byl zaútočil jako první, žil by o 20 minut déle. | “ |
| — Stanislav Petrov | |   |